# Bělotrn kulatohlavý
Bělotrn kulatohlavý (Echinops sphaerocephalus) je v České republice nepůvodní rostlina, která začala být původně vysazována v okrasných zahradách pro svá nápadná kulovitá květenství. Již roku 1871 byl zaznamenán ve volné přírodě a postupně se z něho stal invazivní druh, který se hlavně v teplejších oblastech dále rozšiřuje.

## Rozšíření
Původním domovem tohoto druhu jsou stepní a polopouštní areály Střední Asie, Předkavkazska, Malé Asie a jižní Evropy. Druhotně se rozšířil ze Středomoří téměř do celé Evropy (roste až po Pobaltí, Skandinávii a Britské ostrovy) i do Severní Ameriky. Nejčastěji si vybírá slunná a teplá stanoviště s mírně zásaditou půdou hlinitou až písčitou která je dobře zásobenou živinami. Obsazuje nížiny, pahorkatiny i podhůří.
V České republice se tento neofyt, zplanělý až téměř zdomácnělý, vyskytuje roztroušeně po celém území. Lze ho spatřit na antropogenně ovlivněných ruderálních stanovištích okolo železničních a silničních náspů, v suchých příkopech podél cest nebo na březích řek, v opuštěných sadech a vinicích, na zanedbaných polích, v bývalých pískovnách a lomech. V termofytiku a mezofytiku je mnohem hojnější, roste především ve společenstvech svazu Onopordion acanthii.

## Popis
Víceletá nebo vytrvalá rostlina jejíž lodyha vyrůstající z větveného, kulovitého kořene s protáhlou hlavou dosahuje do výše obvykle 50 až 200 cm, někdy i více. Hranaté, tuhé, ve spodní části vlnatě chlupaté, v horní části hustě pýřité lodyhy jsou přímé, jednoduché nebo pouze ve vrchní polovině jednoduše větvené. Přízemní dlouze řapíkaté listy vytvářející listovou růžici jsou eliptické až kopinaté, peřenosečné nebo peřenoklané a mohou dosáhnou délky až 70 cm. Peřenoklané listy vespod lodyhy jsou s řapíky a mají čepele obvejčité až podlouhle eliptické; na tmavě zelené svrchní straně jsou pýřité, na šedobílé spodní jsou porostlé plstnatými chlupy a mohou být dlouhé do 50 a široké do 18 cm. Listy uprostřed a nahoře jsou menší, přisedlé až objímavé, jinak jsou tvarem podobné spodním. Střídavě vyrůstající lodyžní listy jsou nestejně zubaté a jejich listové úkrojky jsou špičatě zakončené s ostny na koncích. Je to hemikryptofyt, obnovovací pupeny má u povrchu země.
Kulovitá, terminální, bělavě šedá květenství, strbouly (někdy také nazývané hlávky), měří v průměru 4 až 8 cm a jsou pravidelně sestaveny z velkého počtu jednokvětých úborů dlouhých asi 2 cm. Květenství vyrůstají na dlouhých stopkách s červeno hnědými žláznatými chlupy. Zákrov květů se skládá ze tří řad světle žlutých listenů kopinatého tvaru, vnější a střední listeny jsou krátké, namodralé barvy, brvité a na hřbetě žláznaté, vnitřní jsou dvakrát delší a bez žláznatých chlupů. Trubkovitá koruna oboupohlavných květů je složena z pěti srostlých, bělavě šedých nebo namodralých plátků z vnějšku žláznatých. V květu je pět tyčinek nesoucích šedé prašníky. Spodní semeník je srostlý ze dvou plodolistů. Kvete od června do srpna, opylován je létajícím hmyzem.
Plody jsou válcovité, chlupaté, žlutavě hnědé nažky, dlouhé 6 až 10 mm a široké 1,5 až 2 mm. Na vrcholu mají korunku chmýru vytvořeného šupinkovitými štětinkami které jsou asi do poloviny třásnité rozpraskané. Nažky jsou rozšiřovány větrem, zvířaty i lidskou činností, velký počet míst výskytu bělotrnu kulatohlavého je poblíž venkovských silnic nebo vedlejších železničních tratí. Semena jsou za příhodných podmínek schopná vyklíčit ihned po dozrání nebo až na jaře po zimní stratifikaci. Rozmnožuje se také pomoci výběžků z adventivních pupenů na kořenové hlavě.
Jako jeden z mála invazivních druhů má v našich podmínkách i přirozené nepřátele, jsou to ploštice pocházející z jižní Evropy klopuška bělotrnová (Macrolophus glaucescens) a síťnatka bělotrnová (Elasmotropis testacea).

## Význam
Byť je řazen mezi nepůvodní, invazivní druhy není pro svou malou konkurenceschopnost považován za rostlinu nebezpečnou pro českou krajinu, vyskytuje se jen lokálně. Je někdy ve volné přírodě vědomě rozšiřován pro svůj netypický vzhled a hlavně jako medonosná rostlina, jeho květy mají schopnost vyprodukovat velké množství nektaru a pylu pro včely.
Nektarium bělotrnu vyprodukuje za 24 hodin 0,22 - 2,08 mg nektaru s cukernatostí 58%. Cukerná hodnota, tedy množství cukru vyprodukovaného v květu za 24 hodin, je 0,53-1,2 mg. Pyl bělotrnu poskytuje včelám výživu v podletí. Rousky pylu jsou šedé nebo mírně namodralé. Druhové medy bělotrnu nejsou známé.
Bělotrn kulatohlavý je také pěstován jako okrasná rostlina pro použití v suchých vazbách.
Zralá semena obsahují alkaloid echinopsin s vlastnostmi podobnými strychninu. V lidovém lékařství se drogy používá při svalové atrofii, zánětech nervů a neuralgií. V malých dávkách podporuje činnost srdce, ve velkých vyvolává jeho křeče.

## Taxonomie
Bělotrn kulatohlavý se v Evropě vyskytuje ve třech poddruzích::
- Echinops sphaerocephalus L. subsp. sphaerocephalus
- Echinops sphaerocephalus L. subsp. albidus (Boiss. & Spruner) Kožuharov
- Echinops sphaerocephalus L. subsp. taygeteus (Boiss. & Heldr.) Kožuharov

V České republice roste pouze jeho nominální poddruh.

## Mapa florabase
- Výskyt bělotrnu kulatohlavého v ČR